# Glen Wilson (claveciniste)
Pour les articles homonymes, voir Glen Wilson et Wilson.
Glen Wilson (né le 29 mars 1952 à Greenville) est un claveciniste, pianofortiste, clavicordiste et organiste américain.

## Biographie et carrière
Glen Wilson étudie à la Juilliard School avec Albert Fuller, puis déménage aux Pays-Bas, où il poursuit sa formation musicale avec Gustav Leonhardt. En 1980, il remporte les trois catégories du concours international de Bruges. Il travaille avec le Netherlands Chamber Orchestra, puis démissionne en 1982 pour poursuivre une carrière de soliste.
Il commence alors à enseigner au Utrechts Conservatorium en 1982, puis en 1988, il s'installe en Bavière où il occupe un poste de professeur à la Hochschule für Musik de Wurtzbourg.
Wilson travaille avec le Leonhardt Consort, le Concentus Musicus Wien, La Petite Bande et l' Orchestre royal du Concertgebouw en tant que joueur de continuo. Il est claveciniste de choix avec l'opéra néerlandais pendant 20 ans. Il assiste Nicholas Harnoncourt lors du cycle de Mozart - da Ponte, qui sera plus tard enregistré pour Teldec. Les débuts de Wilson comme chef d'orchestre ont lieu en 1990, avec la production de l'Opéra des Pays-Bas de Il ritorno d'Ulisse in patria de Monteverdi.
Wilson joue avec Gustav Leonhardt, Emma Kirkby, René Jacobs, Alice Harnoncourt, Max van Egmond, Wieland Kuijken, Michael Chance et Mieneke van der Velden et fonde le Trio Amsterdam Fortepiano avec Lucy van Dael et Wouter Möller.
Wilson réalise de nombreux enregistrements, notamment Le Clavier bien tempéré de Bach, pour Teldec, dans le cadre de l'édition complète de Bach 2000. Il contribue à un enregistrement complet des œuvres pour clavier de Sweelinck  et  enregistre une sélection d'œuvres de Louis Couperin pour le label Naxos, après avoir édité une édition de Préludes non mesurées de Couperin. Il publie de nombreuses œuvres baroques, notamment de compositeurs tels que Buxtehude, Andrea Gabrieli, Gaspard le Roux, Giles Farnaby, Scarlatti, Cabezón, Byrd et d'autres.